# Powieść poetycka
Powieść poetycka – gatunek literacki powstały w romantyzmie, należący do gatunków synkretycznych, łączący w sobie elementy dramatu, epiki i liryki. Powstanie powieści poetyckiej wiąże się z popularną w romantyzmie opozycją do poetyki klasycystycznej – młodzi twórcy chętnie naruszali jej surowe reguły. Powieść poetycka narodziła się w Anglii i dość szybko stała się popularna w całej Europie. Za jej twórców należy uznać Waltera Scotta (utwór: The Lord of the Isles) i George’a Byrona (utwory: Lara, Narzeczona z Abydos, Giaur). Pisana jest wierszem, występuje w niej narrator. Charakterystyczna dla niej jest fragmentaryczność fabuły, achronologiczność (inwersja czasowa fabuły), służące budowie tajemniczego nastroju. W wielu przypadkach akcja powieści dzieje się w średniowieczu, często na tle motywów orientalnych. Typowym bohaterem jest indywidualista targany sprzecznymi namiętnościami.

## Przykłady w literaturze polskiej
- Adam Mickiewicz: Konrad Wallenrod, Grażyna
- Antoni Malczewski: Maria
- Juliusz Słowacki: Mnich, Arab, Żmija, Szanfary, Lambro, Jan Bielecki, Beniowski
- Seweryn Goszczyński: Zamek kaniowski
- Antoni Lange: Ilia Muromiec

## Przykłady w literaturze obcej
- George Byron: Giaur, Korsarz
- Aleksandr Puszkin: Eugeniusz Oniegin